# دكتور في العلاج الطبيعي
دكتور في العلاج الطبيعي هي درجة مؤهلة في العلاج الطبيعي. تتضمن درجة الدكتوراه في الولايات المتحدة تدريبًا في كل أقسام علاجات الجهاز العضلي الهيكلي وأبحاثًا على مستوى الدكتوراه. ويتضمن التدريب في المملكة المتحدة تدريبًا مهنيًا متقدمًا، وبحثًا على مستوى الدكتوراه. تتاح درجة دكتور علاج طبيعي انتقالي في الولايات المتحدة لحاملي أول درجة بكالوريوس مهنية أو درجة الماجستير في العلاج الطبيعي، تعَد كافة برامج العلاج الطبيعي المعتمدة والمطورة منذ عام 2015 في الولايات المتحدة برامج دكتوراه في العلاج الطبيعي. لم تعُد درجة الماجستير في العلاج الطبيعي متاحة في الولايات المتحدة، يتابع المعالجون الفيزيائيون الذين بدأوا تعليمهم الآن دراساتهم لدرجة الدكتوراه في العلاج الطبيعي.

## الولايات المتحدة
تجهز درجة الدكتوراه في العلاج الطبيعي الطلابَ ليصيروا مؤهلين لامتحان الرخصة في كل الولايات الخمسين حاليًا. تطلب بعض الولايات إلى جانب امتحان الرخصة من المعالجين الفيزيائيين فحصًا قانونيًا وشهادة عدم محكومية. بحلول شهر مارس من عام 2017 كان هناك 222 برنامج دكتوراه معتمد في العلاج الطبيعي في الولايات المتحدة. قد يكمل المعالج الفيزيائي تدريب إقامة بعد الانتهاء من برنامج الدكتوراه في العلاج الطبيعي ومن ثم الحصول على زمالة. كان هناك 178 فترة إقامة معتمدة في العلاج الطبيعي و34 زمالة بحلول شهر ديسمبر من عام 2013 في أمريكا، و63 فترة إقامة مطورة مضافة وزمالة. تتراوح فترات الإقامة بين 9 و36 شهرًا بينما 6 و36 شهرًا للزمالات المعتمدة.

قدمت جمعية العلاج الطبيعي الأمريكية (إيه بي تي إيه) في 2000 تصورًا لعام 2020 ينص على:
«سيقدم العلاج الطبيعي معالجون فيزيائيون يحملون الدكتوراه في العلاج الطبيعي بحلول عام 2020، وسيعتبرهم المراجعون ومختصو الرعاية الصحية الآخرون بأنهم الخيار الأفضل، إذ يوصلون مرضاهم إلى تشخيص وتدخل ووقاية مباشرة لاعتلالهم ومحدوديتهم الوظيفية وإعاقاتهم المتعلقة بالحركة والأداء والصحة». 
مثلما يبرز هذا البيان، فإن برنامج الدكتوراه في العلاج الطبيعي جزء لا يتجزأ من دعوى جمعية العلاج الطبيعي الأمريكية المستمرة لسن قوانين تمنح المستهلكين (أي المرضى والمراجعين بمعنى آخر) إمكانية الوصول إلى المعالج الفيزيائي مباشرةً بدلًا من ضرورة تحويل المريض على يد الطبيب. يُطالَب بالمراجعة المباشرة لتقليل فترات الانتظار إلى حين وصول المريض إلى الرعاية، وللمساعدة حتى في تقليل كل من التكلفة على المريض وتكاليف الرعاية الصحية بالمجمل. تسمح كل الولايات الخمسين ومقاطعة كولومبيا منذ حلول 1 يناير 2015 حتى الآن بشيء من الوصول المباشر للمعالج الفيزيائي.

### إطار زمني
الإطار الزمني المثالي لاستكمال الدكتوراه في العلاج الطبيعي هو 3 أو 4 سنوات بعد تحصيل درجة البكالوريوس. إذا التحق الدكتور بتدريب الإقامة والزمالة، فإنه قد يكون بذلك أكمل سنوات متعددة من التدريب الإضافي. يمكن أيضًا الحصول على برنامج دكتوراه في العلاج الطبيعي بالبرامج المسرَّعة التي تقدمها بعض الجامعات التي تستقبل الطلبة المستجدين. تقدم هذه البرامج فرصة الحصول على درجة البكالوريوس والدكتوراه في العلاج الطبيعي في غضون 6 إلى 7 سنوات. هناك مع هذه البرامج مراحل قبول مختلفة على مدى الخطط الدراسية. تتيح البرامج المتنوعة للطلاب الالتحاق بها بعد تخرجهم من المدارس الثانوية فيسجَّلون تلقائيًا في المرحلة المهنية من البرنامج بعد استكمال متطلبات الدراسة الجامعية.

### القبول
يعَد القبول في برامج الدكتوراه في العلاج الطبيعي في الولايات المتحدة الأمريكية شديد التنافسية. وفقًا لتقرير بيانات البرنامج الإجمالي الصادر عن لجنة الاعتماد في تعليم العلاج الطبيعي في عام 2016-2017، كان متوسط المعدل التراكمي للطلاب المسجلين 3.6 بمتوسط 3.20 - 3.88 لباقي البرامج. قُدمت طلبات بمعدل 1000 طالب لكل برنامج بمعدل 46 طالب مسجل. عمومًا تعَد درجة البكالوريوس متطلبًا قبل البدء ببرنامج دكتوراه في العلاج الطبيعي، لكن ما من شرط على الدرجة المكتسبة ما دامت متطلبات الدراسة السابقة مستوفاة. يمكن أيضًا الحصول على الدكتوراه في العلاج الطبيعي بالبرامج المسرعة التي تقدمها بعض الجامعات التي تستقبل الطلبة المستجدين. يمكن في هذه البرامج الحصول على درجة البكالوريوس والدكتوراه في العلاج الطبيعي في غضون 6 إلى 7 سنوات. يجب تحصيل المتطلبات الدراسية للبرنامج خلال عملية القبول في المدارس. يجب على الطلبة أيضًا أن يحصلوا على خبرة في العلاج الطبيعي من العيادات بساعات قد يُلزَم المعالج الفيزيائي بتحقيقها تبعًا للمدرسة التي يتقدم لها. يجب الخضوع لاختبار تقييم الخريجين وأن يقدَّم للمدرسة.

### الدكتوراه الانتقالية في العلاج الطبيعي
تُمنح درجة الدكتوراه الانتقالية في العلاج الطبيعي عند استكمال متطلبات ما بعد الخبرة التعليمية المهنية التي تؤدي إلى إثراء المعرفة والمهارات والسلوكيات إلى مستوى يتفق مع معايير الدكتوراه المهنية الحالية في العلاج الطبيعي (المستوى المبتدئ).
تمكِّن درجة الدكتوراه الانتقالية في العلاج الطبيعي المعالج الفيزيائي المرخص في الولايات المتحدة من الحصول على درجة تكافئ المعالجين حاملي الدكتوراه في العلاج الطبيعي، عبر ملء أي فجوة بين مختصي العلاج الطبيعي حملة درجة البكالوريوس أو الماجستير والمختصين حملة درجة الدكتوراه في العلاج الطبيعي.
صُممت درجة الدكتوراه ما بعد المهنية (الانتقالية) لتقدم مؤهلات الدكتوراه لحاملي درجة الماجستير أو البكالوريوس حاليًا في هذا المجال. تتوفر برامج درجة الدكتوراه ما بعد المهنية في العلاج الطبيعي (الانتقالية) درجةً أولى بنماذج تعليمية على الإنترنت، تمتد غالبًا إلى عام دراسي.

### الدرجة المهنية (المستوى المبتدئ)
يُمنح كل المعالجين الفيزيائيين حاليًا درجة الدكتوراه المهنية في العلاج الطبيعي (المستوى المبتدئ) بعد استكمال ثلاث سنوات إلى أربع من إعداد الخريجين لممارسة العلاج الطبيعي بعد برنامج درجة البكالوريوس في الولايات المتحدة. تتضمن متطلبات القبول للبرنامج استكمالَ درجة البكالوريوس التي تتضمن مساقات دراسية محددة وخبرة تطوعية (أي تدريبًا للمهنة)، واستكمال معايير اختبار الدراسات العليا القياسي (مثل اختبار تقييم الخريجين).
قد تتضمن المساقات الدراسية النموذجية فصلين دراسيين من التشريح وعلم وظائف الأعضاء مع مختبر لكل منهما، وفصلين دراسيين من الفيزياء مع المختبرات، وفصلين دراسيين من الكيمياء مع المختبرات، ومساق تعليمي عام في علم النفس، وآخر في علم النفس والإحصاء، وفصلين دراسيين في الأحياء، وقد تتضمن أيضًا مساقات أخرى تطلبها مدارس محددة.
تتألف الخطة الدراسية للعلاج الطبيعي من علوم تأسيسية (مثل علم التشريح العياني، وعلم الأنسجة الخلوية، وعلم الأجنة، وطب الجهاز العصبي، والعلوم العصبية، وعلم الحركة، وعلم وظائف الأعضاء، وعلم فيزيولوجيا الرياضة، وعلم الأمراض، وعلم الأدوية، وعلم الأشعة/التصوير التشخيصي الطبي، والكشف الطبي)، وعلوم سلوكية (التواصل، والعوامل النفسية والاجتماعية، والأخلاق والقيم، والقانون، وعلوم ريادة الأعمال والإدارة، والتفسير الإكلينيكي والممارسات المستندة إلى الدليل)، وعلوم طبية (الجهاز الدوراني القلبي/الجهاز التنفسي، وجهاز الغدد الصماء والأيض، والجهاز الهضمي، والجهاز البولي التناسلي، والجهاز اللحافي، والجهاز العضلي الهيكلي). تتضمن الخطة الدراسية أيضًا مواد محددة لممارسة العلاج الطبيعي (نموذج معالجة المريض، والوقاية، والتعافي، وتعزيز الصحة، وإدارة الممارسة، وإدارة تقديم الرعاية الصحية، والمسؤولية الاجتماعية، والتبشير بالصحة، والقيم الأساسية). بالإضافة إلى ذلك، ينخرط الطلاب في تدريب طبي عملي بدوام كامل تحت إشراف معالجين فيزيائيين مرخصين، ويتوقَّع منهم تقديم علاج طبيعي فعال آمن ذي كفاءة.